# Codice Edizioni
Codice Edizioni è una casa editrice italiana con sede a Torino, fondata da Vittorio Bo e Maria Perosino nel 2003.

## Descrizione
Nel primo decennio dalla sua nascita Codice Edizioni si è specializzata nella saggistica e nella divulgazione scientifica, proponendo opere in cui la scienza nelle sue tante declinazioni (fisica, evoluzionismo, tecnologia, scienze naturali) si fa chiave di lettura della società contemporanea. Tra gli autori in catalogo, Stephen Jay Gould, Luigi Luca Cavalli-Sforza, Chris Anderson, Michio Kaku, Giulio Tononi, Douglas Hofstadter e i premi Nobel Wole Soyinka, Robert Laughlin e Eric Kandel.
Nel 2012 la casa editrice ha deciso di cambiare in parte la sua veste grafica, e a partire dal 2014 ha iniziato la pubblicazione di una nuova collana di narrativa, che tra i vari titoli include Arcadia di Lauren Groff, La duchessa di Caroline Blackwood e Fuga dal Campo 14 di Blaine Harden, biografia della vita di Shin Dong-hyuk, il primo uomo nato in un campo di prigionia della Corea del Nord che sia mai riuscito a evaderne e a raccontare la propria storia al mondo.
Oltre al catalogo di saggistica e narrativa Codice Edizioni pubblica anche i periodici Oxygen (dal 2007, dedicato ai temi di attualità legati all'ambiente, alla geopolitica, alla scienza e alla tecnologia), Agorà (dal 2012, su mobilità, reti e tecnologie infrastrutturali) e BCFN Magazine (dal 2010, su nutrizione e sostenibilità).
Dal 2010 al 2018 le pubblicazioni di Codice Edizioni sono state distribuite da Messaggerie Libri; dal 2019 la distribuzione è curata da A.L.I.

## Autori
- Chris Anderson,  La coda lunga.
- Lady Caroline Blackwood
- Luigi Luca Cavalli-Sforza
- Ta-Nehisi Coates, Between The World and Me
- Stephen Jay Gould, The Structure of Evolutionary Theory
- Lauren Groff
- Michio Kaku, Physics of the Impossible
- Douglas Hofstadter
- Axel Honneth
- Eric Kandel
- Lawrence M. Krauss, Quantum Man: Richard Feymann's Life in Science
- Robert Laughlin
- David Leavitt
- Julio Llamazares
- Evgeny Morozov
- Joseph O'Neill
- Telmo Pievani
- Jon Ronson
- Sebastian Seung
- Tom Standage
- Wole Soyinka
- Giulio Tononi, Phi: A Voyage from the Brain to the Soul
- Sherry Turkle